# 石门坊造像群
石门坊造像群，位于山东省潍坊市临朐县纸坊乡大潭马村含墓塔，是中华人民共和国山东省文物保护单位之一。
1992年6月12日，授予山东省文物保护单位，是一座石窟寺及石刻。